# 恩斯特·金茨
恩斯特·金茨（德語：Ernst Künz，1912年2月23日—1944年8月21日），奥地利男子足球运动员，司职后卫。他曾代表奥地利国奥队参加1936年夏季奥林匹克运动会足球比赛，获得一枚银牌。